# Jacques Cadiou
Pour les articles homonymes, voir Cadiou.
Jacques Cadiou, né le 11 décembre 1943 à Dourdan (Essonne), est un coureur cycliste français.

## Biographie
Professionnel de 1965 à 1973. Il remporte le Grand Prix de Monaco en 1969 devant son coéquipier Pierre Matignon. Il est alors membre de l'équipe Frimatic-Viva-Wolber-de Gribaldy, sous la direction de Jean de Gribaldy, avec Joaquim Agostinho qui effectue ses grands débuts chez les professionnels.

## Palmarès

### Palmarès amateur
- 1962
  - Paris-Rouen
- 1964
  - Critérium des Vainqueurs
  - 4e étape de la Flèche du Sud
  - 2e et 7eb étapes du Tour du Saint-Laurent
  - 3e de Paris-La Ferté-Bernard
  - 3e du Grand Prix de l'Équipe et du CV 19e

### Palmarès professionnel
- 1965
  - Grand Prix d'Aix-en-Provence
  - 3e du Grand Prix d'Antibes
- 1967
  - Boucles pertuisiennes
  - 2e du Grand Prix d'Aix-en-Provence
  - 3e du Grand Prix de Saint-Raphaël
- 1968
  - Grand Prix de Cannes
  - 2e du Grand Prix de Saint-Raphaël
  - 2e du Circuit de la Vienne
  - 3e du Tour du Nord-Ouest de la Suisse
- 1969
  - Grand Prix de Monaco
  - 2e du Grand Prix de Saint-Raphaël
- 1970
  - Grand Prix de Saint-Raphaël
  - 3e du Tour d'Indre-et-Loire
- 1971
  - 13eb étape du Tour du Portugal
  - 3e de Paris-Camembert

## Résultats sur les grands Tours

### Tour de France
3 participations
- 1967 : abandon (8e étape)
- 1968 : abandon (11e étape)
- 1972 : abandon (12e étape)

### Tour d'Espagne
- 1971 : abandon (1re étape)